# Von Kármán (cratère lunaire)
Pour les articles homonymes, voir Von Kármán.
Von Kármán est un cratère lunaire situé sur la face cachée de la Lune au sud-est de la Mare Ingenii. Le tiers nord de ce cratère est recouvert par le rebord extérieur de la paroi du cratère Leibnitz, formant une empreinte profonde dans ce cratère. Le reste de la paroi extérieure est à peu près de forme circulaire, même si elle est irrégulière et fortement porté par les impacts ultérieurs. L'intérieur du cratère Von Kármán a été soumis à des inondations de lave qui lui ont donné un aspect relativement plat.
En 1970, l'Union astronomique internationale lui a attribué le nom d'Oresme en l'honneur de l'ingénieur et physicien hongrois Theodore von Kármán.
Par convention, les cratères satellites sont identifiés sur les cartes lunaires en plaçant la lettre sur le côté du point central du cratère qui est le plus proche de Von Kármán.
| Von Kármán | Latitude | Longitude | Diamètre |
| ---------- | -------- | --------- | -------- |
| L          | 47.7° S  | 177.9° E  | 29 km    |
| M          | 47.2° S  | 176.2° E  | 225 km   |
| R          | 45.8° S  | 170.8° E  | 28 km    |

## Exploration
Ce cratère est le site d'alunissage le 3 janvier 2019 de la sonde lunaire chinoise Chang'e 4, premier engin spatial à atterrir sur la face cachée de la Lune.